# Glischrocaryon flavescens
Glischrocaryon flavescens là một loài thực vật có hoa trong họ Haloragaceae. Loài này được (J.Drumm. ex Hook.) Orchard miêu tả khoa học đầu tiên năm 1970.